# Echenais malca
Echenais malca är en fjärilsart som beskrevs av William Schaus 1902. Echenais malca ingår i släktet Echenais och familjen Riodinidae. Inga underarter finns listade i Catalogue of Life.